# Дюймовочка (мультфільм, 1964)
«Дюймовочка» — радянський мальований мультфільм 1964 року Леоніда Амальріка за казкою Ганса Андерсена.

## Сюжет
Жила на світі одна жінка і не було у неї дітей. 

Вирішила вона піти … 

до чаклунки.

Вона була добра і дала жінці ячмінне зернятко, з якого в горщику виросла прекрасний квітка. Коли бутон розкрився, там знайшлася маленька дівчинка зростом не більше дюйма. Тому її й назвали Дюймовочкою.
Дюймовочка була дуже привітною і милою. Вона жила на туалетному столику своєї прийомної матері і спала в ліжечку з горіхової шкаралупи. Одного разу її помітила болотна жаба і вирішила, що Дюймовочка зможе стати чудовою парою для її сина. Вночі жаба викрала сплячу Дюймовочку і принесла її своєму синові. Вони помістили Дюймовочку на лист водяної лілії.
Але дівчинка не хотіла заміж за сина жаби. Вона гірко плакала, і на допомогу дівчинці прийшли риби. Вони покликали рака-відлюдника, той перекусив своєю клешнею стебло листка, метелики підхопили поясок Дюймовочки, і лист поплив по воді. Жаби кинулися в погоню. Поясок несподівано порвався, і жаби вже майже наздогнали дівчинку, але в цей момент травневий жук підхопив її на льоту. Він переніс її на дерево, де у нього було житло, і запропонував Дюймовочці стати його дружиною. Дюймовочці сподобалося пропозицію Травневого жука, але проблема виявилася в тому, що сама вона не сподобалася друзям жука, і він тут же від неї відмовився.
Бідна Дюймовочка залишилася жити в лісі одна. Так вона прожила все літо, а глибокої осені замерзаючу Дюймовочку виявила Польова миша, яка прихистила її у себе в норі. Миша вирішила влаштувати щастя дівчинки, видавши її заміж за свого багатого сусіда Крота. Кріт був дуже заможним і скупим. Йому сподобалося, що Дюймовочка дуже мало їла, і він погодився одружитися. Дівчинка не хотіла виходити заміж і жити в підземеллі. Вона попросилася вийти наверх, щоб попрощатися з сонцем, і там несподівано зустріла ластівку, яку колись вмираючу, врятувала і вилікувала.
Ластівка забрала Дюймовочку в теплі краї. Там зустріли дівчинку ельфи, і принц ельфів запропонував їй руку і серце, на що Вона погодилася.

## Творці
| Сценарій               | Миколи Ердмана |
| Режисер                | Леонід Амальрік |
| Художники-постановники | Надія Привалова, Тетяна Сазонова |
| Композитор             | Микита Богословський |
| Оператор               | Михайло Друян |
| Звукооператор          | Георгій Мартинюк |
| Художники:             | Рената Міренкова, Володимир Арбеков, Іван Давидов, Олександр Давидов, Ольга Столбова, Марина Восканьянц, Юрій Бутирін, Єлизавета Комова, Тетяна Таранович, Йосип Куроян, Антоніна Коровіна, Лідія Резцова, Ольга Геммерлінг, Віра Валеріанова, В. Максимович, Галина Андреєва, М. Русанова, Борис Садовников, Е. Танненберг                                                                                |
| Ролі озвучували:       | - Галина Новожилова — Дюймовочка - Олена Понсова — жаба-мати / миша - Михайло Яншин — кріт - Сергій Мартінсон — травневий жук - Віктор Авдюшко — жаба-син - Ераст Гарін — рак - Ігор Власов — принц ельфів - Ірина Потоцька — ластівка - Тамара Дмитрієва — жовта рибка / гусінь - Маріанна Тархова — червона рибка - Георгій Віцин — коник-музикант / один з трьох заможних кротів (в титрах не вказаний) |
| Текст читає            | Еммануїл Камінка |

## Відмінності від книги
- У книзі Дюймовочка змінює ім'я наприкінці казки, в мультфільмі цього не відбувається.
- У книзі стебло листків латаття, на якому Дюймовочка відпливає від жаби, перекушують рибки. Але в мультфільмі вони не можуть цього зробити і звертаються за допомогою до рака-самітника, якого в оригінальній казці немає.
- У мультфільмі жаби кидаються в погоню за пливучим листом з дівчинкою і наганяють його, в книзі про це не йдеться.
- У крота в книзі немає ніяких друзів, тоді як у мультфільмі вони є.
- У книзі музикантами були мурахи-солдати.

## Видання на відео
Спочатку, в 1980-ті роки мультфільм випущений на VHS відеокомпанією «Відеопрограма Держкіно СРСР» у збірнику мультфільмів-казок Ганса Крістіана Андерсена в системі SECAM. У Росії з початку 1990-х років випущений на відеокасетах VHS кінооб'єднанням «Крупний план», у 1995—1999 роках — спільно з компанією «ВидеоМир» у збірнику мультфільмів № 3 «Казки Г. Х. Андерсена та Братів Грімм». В середині 1990-х років Studio PRO Video і «Союз-Відео» випустили на VHS в збірнику мультфільмів. Проводився за ліцензією зі звуком Hi-Fi Stereo і в системі PAL.
З середини 1990-х по 2000-і роки збірник мультфільмів «Казки Г. Х. Андерсена та Братів Грімм» об'єднанням «Крупний план» випущений на компакт-дисках Video CD компанією «Lizard».
На початку 2000-х років мультфільм був відреставрований і випущений на DVD компаніями «Крупний план» і «Союз-Відео» у збірнику мультфільмів-казок Ганса Крістіана Андерсена зі звуком Dolby Digital (Dolby 1.0 Mono, пізніше 2.0). Випускався також на DVD в одному з випусків «Золотої колекції улюблених мультфільмів».